# Gihón

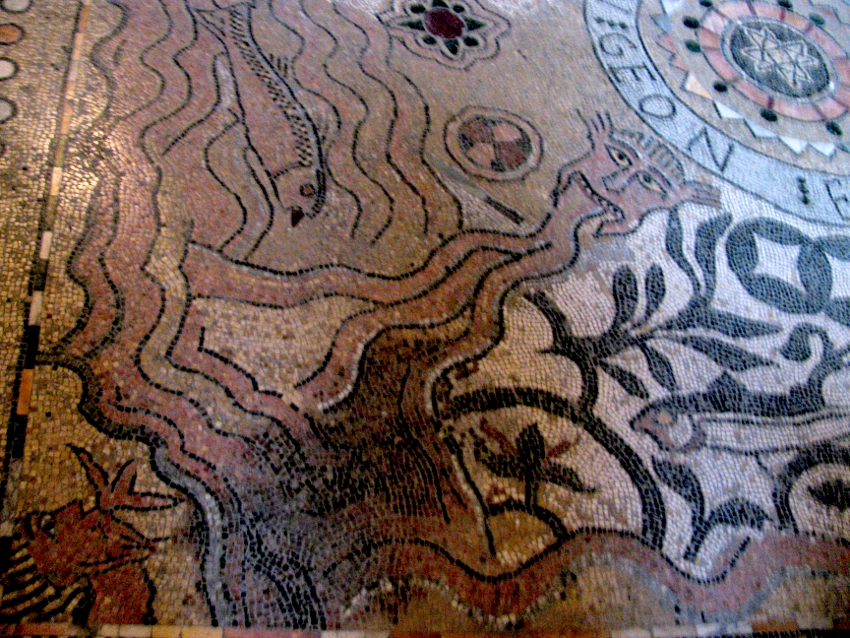
El Gihón, mosaico de los cuatro ríos, capilla del antiguo palacio episcopal de Die.

Gihón, Guihón o Guijón es el nombre del segundo río mencionado en el segundo capítulo de la Biblia, en el Libro de Génesis. Es mencionado como uno de cuatro ríos (los otros tres son identificados como Tigris, Euphrates y Pisón), los cuales son divisiones de un solo río que nacía en el Jardín de Eden.

## Visión general
El nombre Gihón (en hebreo Giħôn גיחון) puede ser interpretado como «estallando, rápido y abundante».
El autor del libro de Génesis (Gen. 2:13) describe al Gihón como «el segundo se llamaba Gihón, que recorría toda la tierra de Cus», el nombre de Cus en la biblia está asociado con Etiopía. Esta es la razón por la cual, los etíopes durante mucho tiempo han identificado al río Gihón con el río Abay conocido como el Nilo Azul, el cual rodea el antiguo reino de Gojjam. 
De acuerdo al lugar o punto geográfico en donde se encuentra, esto parecería imposible, ya que la relación con los otros ríos que son el Tigris y el Éufrates, ambos rodeaban a la antigua ciudad de Mesopotamia. Aunque el historiador Edward Ullendorff especializado en el estudio de Etiopía, ha argumentado como válido este argumento.
Algunos historiadores identifican a Cus como el antiguo reino de los casitas, el cual abarcó un área de Mesopotamia, la cual era inundada por los ríos Tigris y Éufrates. Este argumento tiene un punto de vista soportado por Heródoto, quién pensó que existían dos regiones que dividía a Etiopía las cuales eran Etiopía africana (Cus) y Etiopía del norte (parte asiática).
A partir del siglo XIX d. C. los eruditos árabes han buscado pistas para identificar a la "tierra de Cus" con el macizo montañoso Hindú Kush y al río Gihón con el río Amu Daria (descrito como Jihon/Jayhon en los textos islámicos). El río Amu Daria fue conocido por los escritores islámicos medievales como Jayhun o Ceyhun en idioma turco. Este fue un derivado del Jihon o Zhihon tal y como era conocido por los persas.
En el siglo I d. C. el historiador judío Flavio Josefo asoció al río Gihón con el río Nilo.
El río Gihón también ha sido asociado con el río Aras, el cual fluye a través de Turquía, Armenia, Azerbaiyán e Irán. Un argumento presentado por el fundamentalista cristiano Ken Ham, dice: “es que el río Gihon ya no existe, debido a los cambios topográficos causados por el diluvio universal”. 
El arqueólogo Juris Zarins, identificó al río Gihón con el río Karun situado en Irán y a Cus con la tierra del reino de los casitas.
Sefer haYashar, un midrash hebreo medieval, afirma que en el tiempo de Enoc, nieto de Adán, el río Gihón estaba sujeto a la inundación catastrófica debido a la maldad del hombre.